# Max Biaggi
Massimiliano "Max" Biaggi, född 26 juni 1971 i Rom i Italien, är en italiensk roadracingförare bosatt i Monte Carlo i Monaco. Biaggi är också känd som den romerske kejsaren. Biaggi är fyrfaldig världsmästare i 250-klassen. I 500GP och MotoGP tillhörde han ständigt toppförarna, men lyckades aldrig vinna titeln i den hårda konkurrensen med legender som Mick Doohan och Valentino Rossi. 2010 och 2012 blev Biaggi världsmästare i Superbike.

## Karriär
Biaggi började sin karriär i Italien i 125cc 1989 och flyttade upp till 250cc 1991 då han vunnit italienska mästerskapet i 125-klassen.
Säsongen 1991 gjorde Biaggi sina första inhopp i VM och 1992 blev första hela säsongen i VM-cirkusen i 250-klassen på en Aprilia. Han slutade femma i VM och tog sin första GP-seger. Samma år blev han europamästare i 250-klassen. 1993 körde han för Honda och kom fyra i mästerskapet och tog en GP-seger till.
1994-1996 tog Biaggi 3 raka VM-titlar i 250cc för Chesterfield Aprilia Team. 1997 tog han ytterligare ett VM men denna gång för Marlboro Team Kanemoto Honda. Han blev under denna tidsperiod ansedd som en av de bästa 250-förarna i historien och tippades vara den som skulle störta Mick Doohan när han tog steget upp i 500 cm³.
1998 tog Max i samma team steget upp till 500cc-klassen, tog 2 GP-segrar och slutade 2:a i mästerskapet. Han var med i striden om titeln mot Doohan tills en diskvalificering i Spanien, samtidigt som Doohan vann förstörde den drömmen. 1999-2001 körde Biaggi 500cc för Marlboro Yamaha och slutade 4:a, 3:a respektive 2:a i mästerskapet. 2002 var han kvar i samma stall men klassen hette nu MotoGP och fyrtaktsmotorerna hade kommit in i klassen. Biaggi slutade återigen 2:a i VM. 2003-2004 körde Biaggi Honda i MotoGP för Camel Pramac Pons-stallet med två 3:e platser i VM som resultat.
2005 fick han chansen som försteförare i HRCs fabriksstall Repsol Honda som den store utmanaren till Yamahas Valentino Rossi. Säsongen började bra och Biaggi hade häng på den regerande mästare Rossi, men efter en del tekniska problem kom Biaggi rejält på kant med HRC:s ledning och fick mer eller mindre sparken innan säsongen var slut. 5:e plats i VM.
Biaggi var arbetslös 2006. Han lyckades inte få en styrning i MotoGP trots sponsoruppbackning från Camel, kanske på grund av den svartlistning som Honda utsatt honom för efter bråken under 2005.

### Superbike

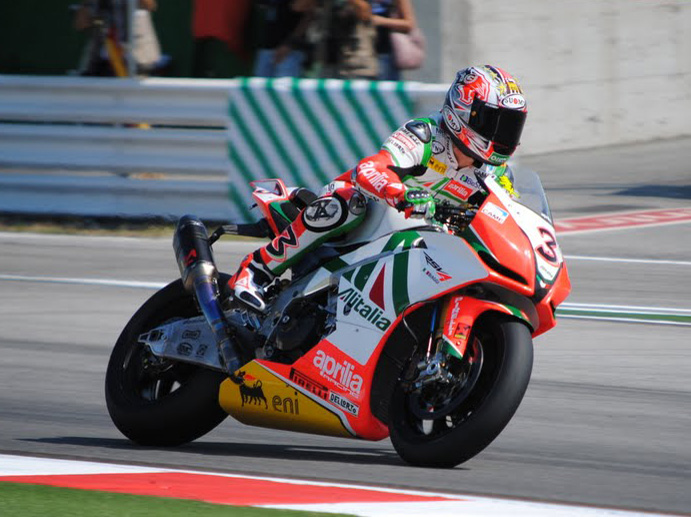
Misano 2010

Säsongen 2007 gjorde Biaggi comeback på racingbanorna för Alstare Corona Suzuki-stallet i världsmästerskapet i Superbike. Han blev trea i mästerskapet och tog tre heatsegrar. Superbike-VM 2008 körde Biaggi för Sterilgada Ducati i samma serie. Det blev något av ett mellanår utan segrar och en slutlig sjundeplats i VM-tabellen. Aprilia bestämde sig för att tävla i Superbike-VM 2009 och Biaggi blev deras fabriksförare tillsammans med Shinya Nakano. De visade sig konkurrenskraftiga. På Brnobanan gav Biaggi Aprilia deras första seger. Han slutade på fjärdeplats i mästerskapet.
Biaggi fortsatte hos Aprilia Superbike-VM 2010. I början av säsongen var Biaggi något ojämn. Han varvade dubbelsegrarna på Portimão och Monza med blygsammare placeringar. Suzukis Leon Haslam inledde säsongen starkast, men Biaggi tog över VM-ledningen genom dubbelsegern i årets sjunde deltävling i Salt Lake City. Med dubbelsegern på Misano och andra- och förstaplaceringen på Brno de följande tävlingarna, samtidigt som Haslam lyckades mindre väl, ryckte Biaggi åt sig en ledning som sedan aldrig var hotad. Hann vann VM med 75 poängs marginal efter 10 heatsegrar. Försvaret av VM-titeln 2011 gick mindre väl. Biaggi låg tvåa i VM när han bröt foten på träningen inför Nürburgring-tävlingen. Han missade denna och de två följande deltävlingarna. Biaggi blev trea i VM.
Superbike-VM 2012 var ett jämnt mästerskap med många heatsegrare. Biaggi lyckades genom jämnhet ta en ledning under första hälften av säsongen. I augusti gjorde Biaggi några dåliga heat och efter deltävlingen i Moskva hade Marco Melandri på BMW VM-ledningen. Melandri nollade i de fyra följande heaten och inför sista deltävlingen på Magny-Cours ledde Biaggi före britten Tom Sykes på Kawasaki och Melandri. I första heatet kraschade Biaggi medan Melandri blev tvåa och Sykes trea. Biaggis ledning var nu blott 14,5 poäng till Sykes och 18,5 till Melandri. Alla tre kunde bli världsmästare. Melandri kraschade men Sykes vann heatet. Biaggi tog femteplatsen, vilket var precis vad som behövdes. Han vann VM 0,5 poäng före britten. Efter säsongen meddelade den 41-årige Biaggi att han drog sig tillbaka från roadracingen.
Biaggi gjorde comeback som wildcard i två deltävlingar för Aprilias fabriksteam Superbike-VM 2015.

## VM-säsonger

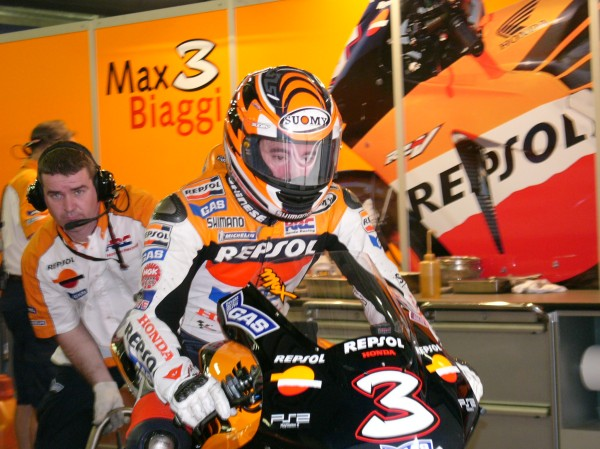
På väg ut ur depåboxen, MotoGP 2005

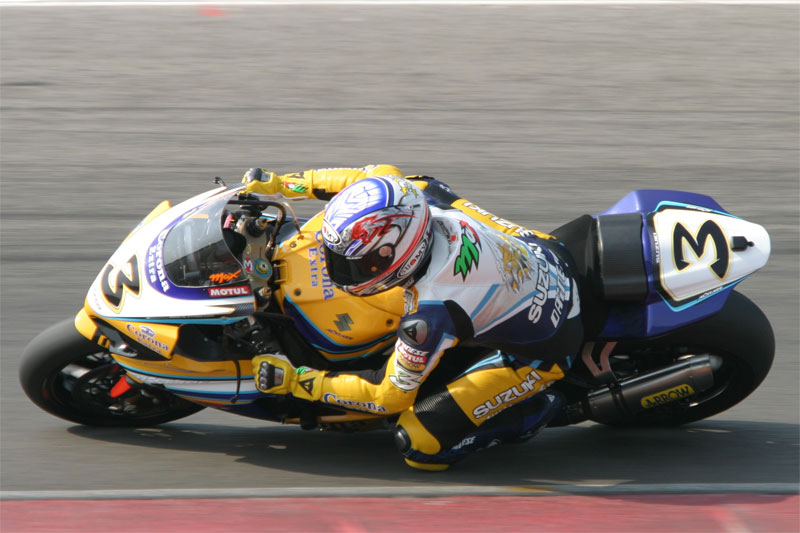
Superbike 2007

| Säsong | Klass     | Plac. | Poäng | Segrar | Motorcykel | Team                         | Startnr |
| ------ | --------- | ----- | ----- | ------ | ---------- | ---------------------------- | ------- |
| 1991   | 250GP     | 27    | 7     |        | Aprilia    |                              |         |
| 1992   | 250GP     | 5     | 78    | 1      | Aprilia    |                              |         |
| 1993   | 250GP     | 4     | 142   | 1      | Aprilia    |                              |         |
| 1994   | 250GP     | 1     | 234   | 5      | Aprilia    |                              |         |
| 1995   | 250GP     | 1     | 283   | 8      | Aprilia    |                              |         |
| 1996   | 250GP     | 1     | 274   | 9      | Aprilia    |                              |         |
| 1997   | 250GP     | 1     | 250   | 5      | Honda      |                              |         |
| 1998   | 500GP     | 2     | 208   | 2      | Honda      |                              |         |
| 1999   | 500GP     | 4     | 194   | 1      | Yamaha     |                              |         |
| 2000   | 500GP     | 3     | 170   | 2      | Yamaha     |                              |         |
| 2001   | 500GP     | 2     | 219   | 3      | Yamaha     |                              |         |
| 2002   | MotoGP    | 2     | 215   | 3      | Yamaha     |                              |         |
| 2003   | MotoGP    | 3     | 228   | 2      | Honda      |                              |         |
| 2004   | MotoGP    | 3     | 217   | 1      | Honda      |                              |         |
| 2005   | MotoGP    | 5     | 173   |        | Honda      |                              |         |
| 2006   | -         |       |       |        |            |                              |         |
| 2007   | Superbike | 3     | 397   | 3      | Suzuki     |                              |         |
| 2008   | Superbike | 7     | 238   |        | Ducati     |                              |         |
| 2009   | Superbike | 4     | 319   | 1      | Aprilia    |                              |         |
| 2010   | Superbike | 1     | 451   | 10     | Aprilia    |                              |         |
| 2011   | Superbike | 3     | 303   | 2      | Aprilia    | Aprilia Alitalia Racing Team | 1       |
| 2012   | Superbike | 1     | 358   | 5      | Aprilia    | Aprilia Racing Team          | 3       |

## Statistik 500GP/MotoGP
| Nr | Grand Prix     | År   |
| -- | -------------- | ---- |
| 1  | Japan          | 1998 |
| 2  | Tjeckien       | 1998 |
| 3  | Sydafrika      | 1999 |
| 4  | Tjeckien       | 2000 |
| 5  | Australien     | 2000 |
| 6  | Frankrike      | 2001 |
| 7  | Holland        | 2001 |
| 8  | Tyskland       | 2001 |
| 9  | Tjeckien       | 2002 |
| 10 | Malaysia       | 2002 |
| 11 | Storbritannien | 2003 |
| 12 | Pacific        | 2003 |
| 13 | Tyskland       | 2004 |

| Nr | Grand Prix     | År   |
| -- | -------------- | ---- |
| 1  | Italien        | 1998 |
| 2  | Holland        | 1998 |
| 3  | Tyskland       | 1998 |
| 4  | Spanien        | 1999 |
| 5  | Italien        | 1999 |
| 6  | Australien     | 1999 |
| 7  | Brasilien      | 1999 |
| 8  | Argentina      | 1999 |
| 9  | Katalonien     | 2001 |
| 10 | Storbritannien | 2001 |
| 11 | Australien     | 2001 |
| 12 | Italien        | 2002 |
| 13 | Storbritannien | 2002 |
| 14 | Tyskland       | 2002 |
| 15 | Brasilien      | 2002 |
| 16 | Japan          | 2003 |
| 17 | Spanien        | 2003 |
| 18 | Holland        | 2003 |
| 19 | Portugal       | 2003 |
| 20 | Sydafrika      | 2004 |
| 21 | Spanien        | 2004 |
| 22 | Brasilien      | 2004 |
| 23 | Malaysia       | 2004 |
| 24 | Valencia       | 2004 |
| 25 | Italien        | 2005 |
| 26 | Japan          | 2005 |

| Nr | Grand Prix | År   |
| -- | ---------- | ---- |
| 1  | Malaysia   | 1998 |
| 2  | Spanien    | 1998 |
| 3  | Imola      | 1998 |
| 4  | Imola      | 1999 |
| 5  | Valencia   | 2000 |
| 6  | Pacific    | 2000 |
| 7  | Japan      | 2001 |
| 8  | Italien    | 2001 |
| 9  | Brasilien  | 2001 |
| 10 | Frankrike  | 2002 |
| 11 | Valencia   | 2002 |
| 12 | Sydafrika  | 2003 |
| 13 | Italien    | 2003 |
| 14 | Malaysia   | 2003 |
| 15 | Frankrike  | 2004 |
| 16 | Italien    | 2004 |
| 17 | Tjeckien   | 2004 |
| 18 | Portugal   | 2005 |
| 19 | Tjeckien   | 2005 |

## Statistik 250GP
| Nr | Grand Prix     | År   |
| -- | -------------- | ---- |
| 1  | Sydafrika      | 1992 |
| 2  | Europa         | 1993 |
| 3  | Australien     | 1994 |
| 4  | Malaysia       | 1994 |
| 5  | Holland        | 1994 |
| 6  | Tjeckien       | 1994 |
| 7  | Europa         | 1994 |
| 8  | Malaysia       | 1995 |
| 9  | Tyskland       | 1995 |
| 10 | Italien        | 1995 |
| 11 | Holland        | 1995 |
| 12 | Storbritannien | 1995 |
| 13 | Tjeckien       | 1995 |
| 14 | Argentina      | 1995 |
| 15 | Europa         | 1995 |
| 16 | Malaysia       | 1996 |
| 17 | Japan          | 1996 |
| 18 | Spanien        | 1996 |
| 19 | Italien        | 1996 |
| 20 | Frankrike      | 1996 |
| 21 | Storbritannien | 1996 |
| 22 | Tjeckien       | 1996 |
| 23 | Katalonien     | 1996 |
| 24 | Australien     | 1996 |
| 25 | Malaysia       | 1997 |
| 26 | Italien        | 1997 |
| 27 | Imola          | 1997 |
| 28 | Tjeckien       | 1997 |
| 29 | Indonesien     | 1997 |

| Nr | Grand Prix | År   |
| -- | ---------- | ---- |
| 1  | Tyskland   | 1992 |
| 2  | Brasilien  | 1992 |
| 3  | Spanien    | 1993 |
| 4  | Tjeckien   | 1993 |
| 5  | Österrike  | 1994 |
| 6  | Tyskland   | 1994 |
| 7  | USA        | 1994 |
| 8  | Argentina  | 1994 |
| 9  | Spanien    | 1995 |
| 10 | Frankrike  | 1995 |
| 11 | Brasilien  | 1995 |
| 12 | Indonesien | 1996 |
| 13 | Frankrike  | 1997 |
| 14 | Katalonien | 1997 |
| 15 | Australien | 1997 |

| Nr | Grand Prix    | År   |
| -- | ------------- | ---- |
| 1  | Italien       | 1992 |
| 2  | Europa        | 1992 |
| 3  | Australien    | 1993 |
| 4  | FIM           | 1993 |
| 5  | Frankrike     | 1994 |
| 6  | Australien    | 1995 |
| 7  | Nederländerna | 1996 |
| 8  | Spanien       | 1995 |
| 9  | Österrike     | 1995 |

## Segrar World Superbike

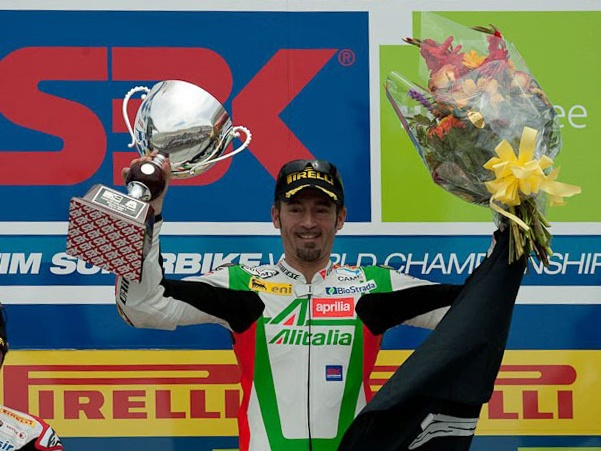
Dubbelsegern på Miller Motorsports Park 2010 var ett stort steg mot Biaggis VM-titel samma år.

| Nr | Bana           | Heat | År   |
| -- | -------------- | ---- | ---- |
| 1  | Losail         | 1    | 2007 |
| 2  | Brno           | 2    | 2007 |
| 3  | Vallelunga     | 1    | 2007 |
| 4  | Brno           | 1    | 2009 |
| 5  | Portimão       | 1    | 2010 |
| 6  | Portimão       | 2    | 2010 |
| 7  | Monza          | 1    | 2010 |
| 8  | Monza          | 2    | 2010 |
| 9  | Miller         | 1    | 2010 |
| 10 | Miller         | 2    | 2010 |
| 11 | Misano         | 1    | 2010 |
| 12 | Misano         | 2    | 2010 |
| 13 | Brno           | 2    | 2010 |
| 14 | Magny-Cours    | 2    | 2010 |
| 15 | Aragon         | 2    | 2011 |
| 16 | Brno           | 2    | 2011 |
| 17 | Phillip Island | 2    | 2012 |
| 18 | Misano         | 1    | 2012 |
| 19 | Misano         | 2    | 2012 |
| 20 | Aragon         | 1    | 2013 |
| 21 | Nürburgring    | 1    | 2012 |